# Jean de Dieu Raoelison
Jean de Dieu Raoelison, né le 31 juillet 1963 à Arivonimamo au Madagascar, est un évêque malgache, archevêque d'Antananarivo en depuis 2023. Il est auparavant évêque d'Ambatondrazaka.

## Jeunesse
Raoelison nait à Arivonimamo et fait ses études supérieures en théologie en Suisse. Il fait ses débuts cléricaux à Ilanivato puis à Fenoarivo. Il enseigne alors à Antsirabe et Faliarivo. 

## Évêque
En 2010, il est nommé évêque auxiliaire à Antananarivo et reçoit un siège titulaire en conséquence. 
Il est ordonné par l'archevêque Odon Razanakolona accompagné par Fulgence Rabemahafaly et Philippe Ranaivomanana (en).
En 2015, Raoelison est fait évêque d'Ambatondrazaka. Lorsque Odon Razanakolona prend sa retraite dû à son âge, il est l'un des trois principaux candidats pour le remplacer à Antananarivo, archevêché le plus puissant du pays et influant sur la politique national. Les deux autres noms sont Marie Fabien Raharilamboniaina (en) et Jean Pascal Andriantsoavina (de). Il est choisi au poste et son assignation est annoncé le 5 juin 2023.

## Succession apostolique
Jean de Dieu Raoelison a ordonné les évêques suivants :
- Comme co-consécrateur :
  - Évêque Jean Claude Rakotoarisoa (de) (2024)
  - Évêque Clément Hérizo Rakotoasimbola (de) (2024)